# Pesquisa básica
Pesquisa básica, também chamada pesquisa pura ou pesquisa fundamental, é uma pesquisa científica focada na melhoria de teorias científicas para melhoria da predição ou compreensão de fenômenos naturais ou de outro tipo. Ela refere-se ao estudo destinado a aumentar nossa base de conhecimento científico. Muitas vezes, este tipo de pesquisa é meramente teórica, com a intenção de ampliar a compreensão de certos fenômenos ou comportamento, mas não procura resolver ou tratar esses problemas. Pesquisa aplicada, por sua vez, usa pesquisas científicas para desenvolver tecnologias ou técnicas para intervir e alterar fenômenos naturais ou de outro tipo. Apesar de frequentemente ser guiada pela curiosidade, a pesquisa básica abastece as inovações da ciência aplicada. As duas abordagens são frequentemente coordenadas na pesquisa e desenvolvimento.
Apesar de muitas descobertas terem sido fortuitas, a ciência de descoberta busca especificamente descobertas, e, juntamente com a ciência teórica e a ciência experimental, é agora a chave da pesquisa básica, e é às vezes expressamente planejada.
Exemplos de pesquisa básica na psicologia podem incluir:
- 'Uma investigação a respeito da influência dos níveis de estresse na forma como muitas vezes os alunos participem de trapaças acadêmicas;'
- 'Um estudo sobre como o consumo de cafeína impacta o cérebro;'
- 'Um estudo avaliando se os homens ou as mulheres são mais propensos a sofrer de depressão.'
- 'Um estudo buscando esclarecer a associação entre problemas emocionais/comportamentais e baixo rendimento escolar. Segundo algumas pesquisas realizadas sobre o assunto a co-ocorrência de problemas de comportamentos e baixo desempenho na escola pode ser um dos fatores responsáveis pela demanda motivada por dificuldades escolares.'